# Lepidonotus heterosetosus
Lepidonotus heterosetosus är en ringmaskart som beskrevs av Averincev 1978. Lepidonotus heterosetosus ingår i släktet Lepidonotus och familjen Polynoidae. Inga underarter finns listade i Catalogue of Life.